# Embalse de Vadiello
El embalse de Vadiello es un embalse español situado en la sierra de Guara. Recoge las aguas del río Guatizalema.